# سیارک ۴۶۷۲
سیارک ۴۶۷۲ (به انگلیسی: 4672 Takuboku، نامگذاری:1988HB) چهار هزار و ششصد و هفتاد و دومین سیارک کشف شده‌است که در ۱۷ آوریل ۱۹۸۸ کشف شد.
قدر مطلق سیارک برابر ۱۰٫۹۰ است.